# Webb Lake, Wisconsin
Webb Lake là một thị trấn thuộc quận Burnett, tiểu bang Wisconsin, Hoa Kỳ. Năm 2010, dân số của thị trấn này là 307 người.